# Las Norias

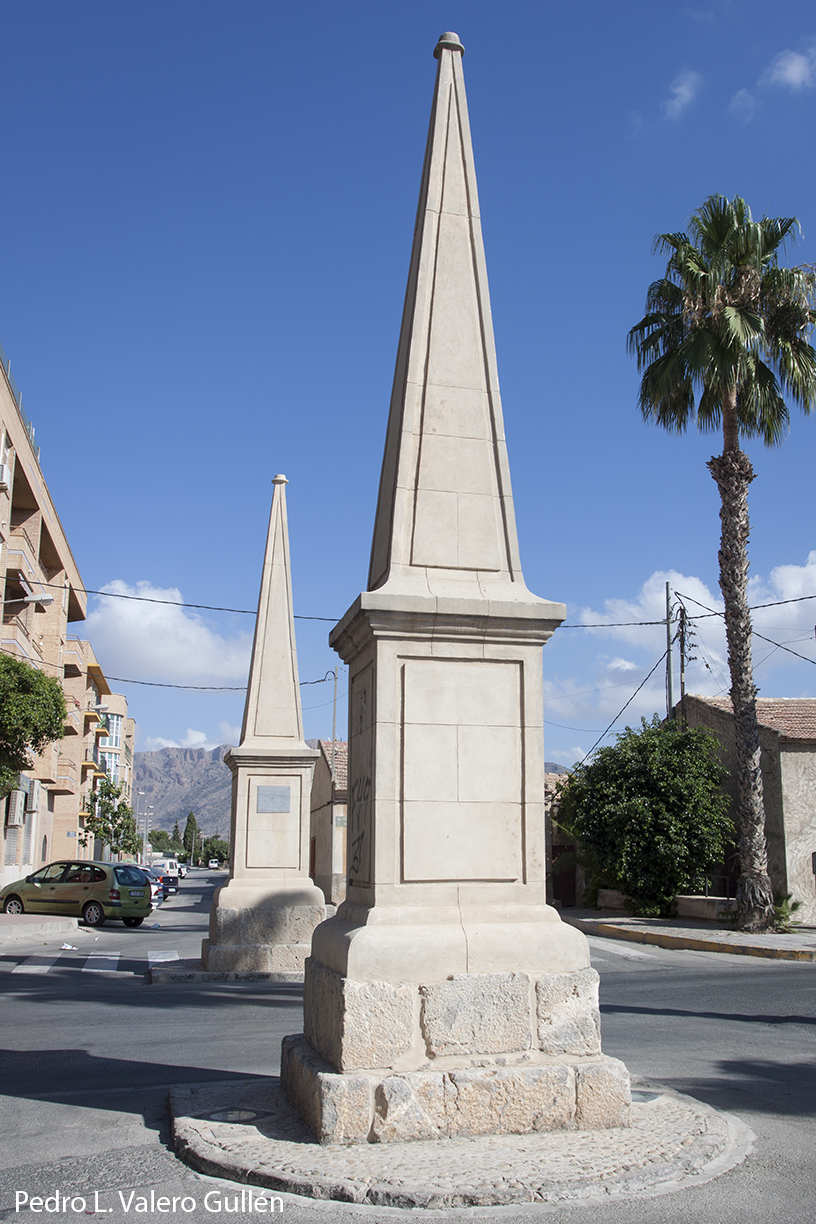
Mojones del Reino. Agosto 2016.

Las Norias es un barrio de Desamparados (pedanía de Orihuela, Provincia de Alicante, España), situada en la zona sureste del término municipal. Limita con Beniel al sur y este, al norte con el Camino Enmedio y el arenal y con Desamparados al este. Cuenta con 984 habitantes que sumados a los 2.142 de Desamparados hacen el total de 3.126 habitantes.

## Historia

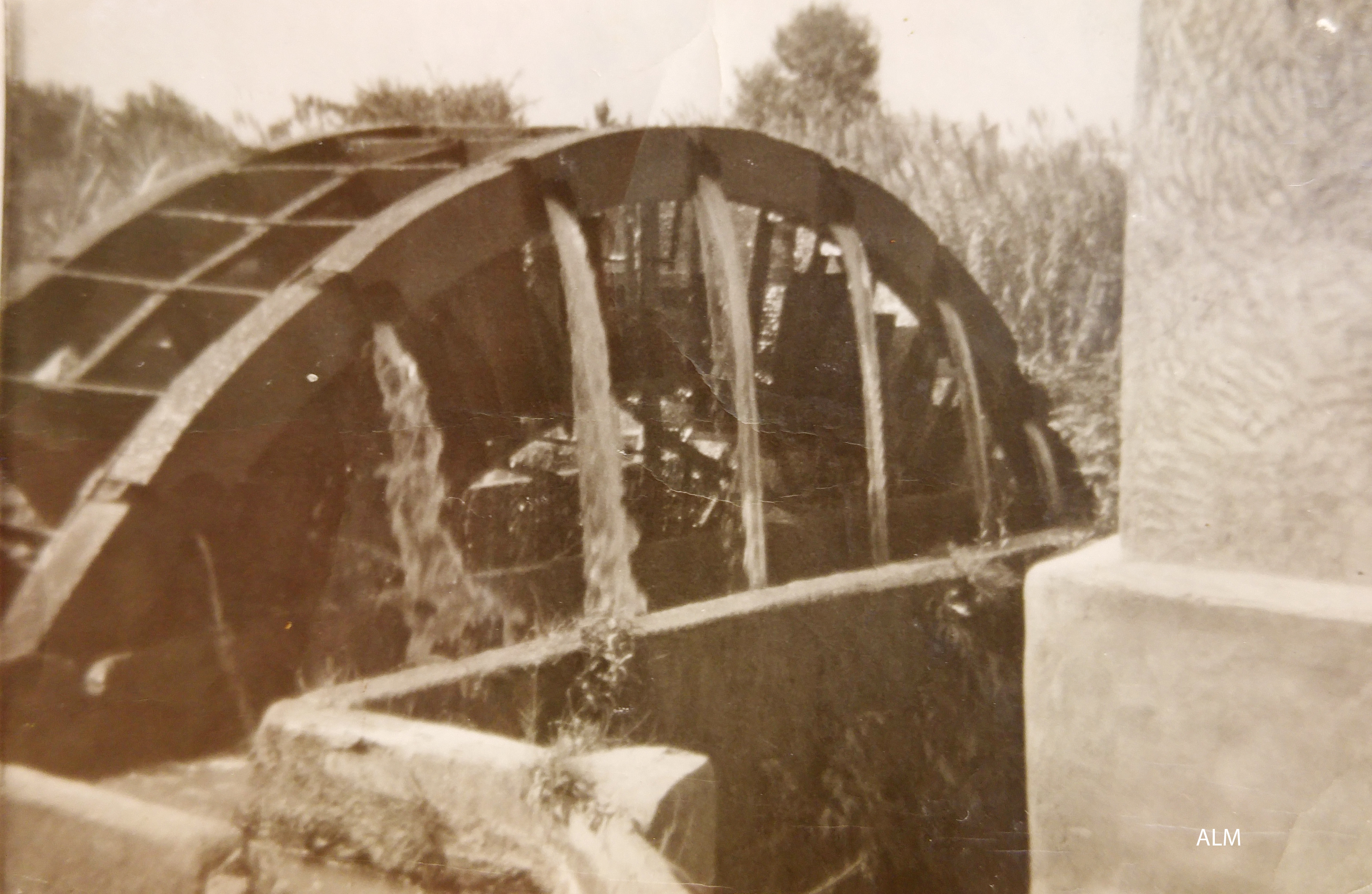
La noria de Moquita en 1962. (Foto cedida por Alfonso el Quinto, Las Norias).

Antiguamente Las Norias solo eran terrenos cultivables situados en el antiguo curso del río Segura que los musulmanes no dudaron en aprovechar y construyeron allí unas norias. El barrio que ahora existe se reconoció hace unos 190 años. Al crearse Desamparados en el 1.782 Las Norias fueron incluidas en su término, como así continua hoy en día. Los feligreses están destinados a la parroquia de Desamparados. Sin embargo también mantiene un margen respecto a ésta, por ejemplo, al celebrarse las elecciones tanto locales, autonómicas y nacionales se celebran en el antiguo colegio noriense. Las Norias tiene su propio alcalde pedáneo.
Este lugar tiene una superficie aproximada de 4 km² y varios núcleos de población, uno junto al río, otro en la carretera Beniel-Orihuela y varios agrupados en torno al curso inicial de las acequias Alquibla (Orilla de la Acequia) y Molina (La Veleta) y de antiguos caminos de trashumancia, como son la Senda Alta y la Vereda Liorna.
Las Norias está enclavada en la huerta de Orihuela, y de ella parten dos acequias principales del sistema de riego de la Vega Baja, Alquibla y Molina, que datan de tiempos de la España islámica. Además, aunque hoy en día no están en funcionamiento, todavía existen dos norias a cada lado del río Segura, llamadas Moquita -situada a la derecha del cauce- y Pando. Las norias están separadas por un azud construido en el siglo XIX; estas estructuras hidráulicas son herederas de las existentes en tiempos de dominación musulmana. Siguiendo el curso de la Vereda del Reino (antigua cañada real que marca la frontera con la Región de Murcia), en el punto de encuentro con la carretera Beniel-Orihuela, se pueden contemplar los llamados Mojones del Reino, indicadores de la frontera entre los antiguos reinos de Aragón y Castilla, establecida definitivamente a mediados del siglo XV, aun cuando se hubiese acordado doscientos años antes, en el tratado de Torrellas/Elche. De principios del siglo XIV parecen proceder el primer amojonamiento y otro posterior, que se hicieron, no en el lugar actual, sino en la pedanía de El Mojón (Beniel).

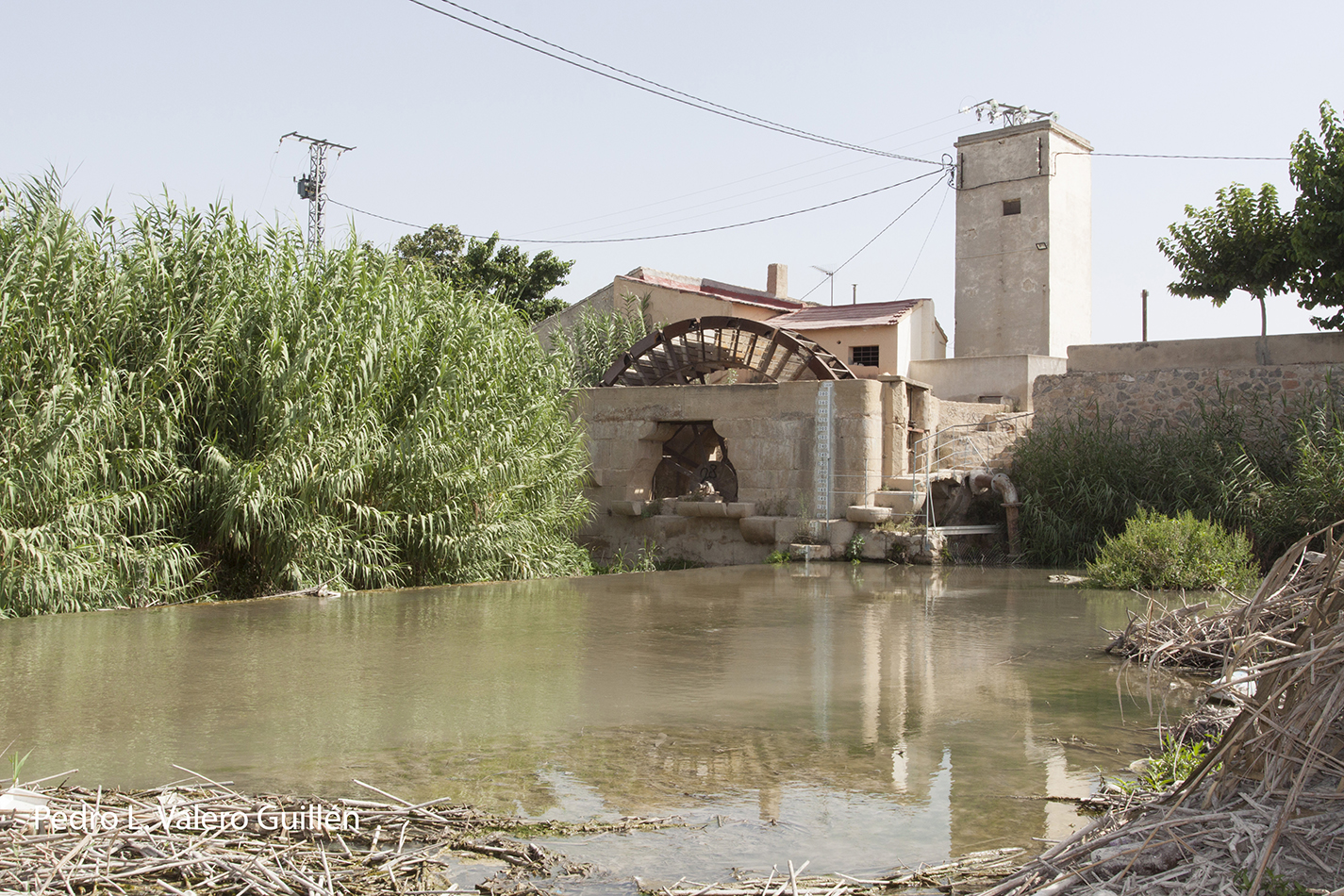
Noria de Moquita, julio de 2016.

Las acequias Alquibla y Molina (y Moquita)
La historia de Orihuela en tiempos islámicos se caracteriza por la inestabilidad política, derivada de los deseos de poder de las distintas etnias que compiten entre sí, y esta es, según señalan algunos historiadores, una de las razones que lleva a Abderramán II a fundar Murcia y cambiar la centralización político-administrativa de la región en el siglo IX. La instauración del califato omeya en Córdoba y el control absoluto del poder unos años más tarde, permite mejorar el desarrollo de toda al-Ándalus durante el siglo X y los inicios del XI, a través de la creación de importantes infraestructuras urbanas y otras relacionadas con la agricultura y la distribución de agua, que venían a mejorar las existentes en tiempos inmediatamente anteriores. Parece lógico pensar, dice Gea Calatayud, que por esta época se intensifica la construcción de azudes, acequias y sistemas de elevación de agua, y así lo describe, en parte, el geógrafo al-Udri (siglo XI), que habla en alguno de sus textos de la acequia mayor de Aljufía (existente en la actualidad), que parte de Alcantarilla, y de la acequia mayor de Callosa-Catral. A esta época se atribuye, en palabras de Gea Calatayud ‘la primera gran articulación del sistema principal de riego-drenaje de la Huerta de Murcia-Orihuela’, y, por lo que compete a nuestra búsqueda de los orígenes de Las Norias, es importante remarcar que la distribución de cauces principales (tanto acequias como azarbes mayores) confirmados por el Repartimiento de Orihuela (siglos XIII y XIV) pervive actualmente. Dos ejemplos importantísimos los encontramos hoy en nuestras acequias Alquibla y Molina, cuyo diseño y puesta en marcha encajaría en la política desarrollada por los omeyas de al-Ándalus, si bien no hay evidencia histórica directa de ello. No obstante, en la época de taifas (siglo XI), Gea Calatayud señala que ‘Orihuela actúa como elemento motor a partir del cual se ordena su territorio, planifica el sistema de riego a pie, que abastece los núcleos rurales y sus áreas de cultivo; por la margen derecha esta planificación interurbana se ejercerá en función de la Acequia Mayor de Alquibla’.
Existe la posibilidad de que la acequia de Molina (también llamada de Santa Bárbara) pueda ser algo posterior a la de Alquibla; aún a pesar de la existencia de un libro dedicado en exclusiva a esta acequia, su fecha de construcción es desconocida, pero podría situarse en tiempos de almorávides o almohades (siglo XII), ya que a comienzos del siglo XIII se asiste a la disgregación del poder islámico en la Península.
Estos datos sugieren que las acequias de Alquibla y Molina podrían muy bien haber sido construidas entre los siglos X y XII.
El nombre de una tercera acequia aparece en varias publicaciones: es el de Moquita, asociada a la noria y alquería del mismo nombre. No se sabe la fecha de su construcción, pero sí es citada como existente en el siglo XVI, durante el cual se hacen obras de arreglo y mantenimiento hasta en seis ocasiones. Es en el siglo siguiente cuando esta acequia desaparece al ser destruida por una riada, pasando sus regantes a depender de la acequia de Molina. La acequia de Moquita tuvo dos arrobas (brazales), llamadas Alta y de Vaello; se localizaba en la margen derecha del cauce del Segura, muy probablemente en un lugar próximo al emplazamiento de las norias Moquita y Pando, e iba paralela a la de Molina en parte de su recorrido, desaguando cerca de la boquera de la actual acequia de Los Huertos, junto al Molino de la Ciudad.
También en el siglo XVI, Alquibla se ve sometida a obras de mejora y a algunos cambios en su trazado. La regularización de las tandas de riego de esta acequia –como la de casi todas las principales de la huerta de Orihuela- se ajusta, a comienzos del siglo XVII, a los llamados estatutos de Mingot, función que hasta entonces habían desempeñado los distintos síndicos. Tras un largo recorrido de 23,89 km, Alquibla va a parar al río Segura cerca de Benijófar, después de circular por los términos de Desamparados, Arneva, Hurchillo, Bigastro, Jacarilla, Benejúzar y Algorfa, regando unas 1130 hectáreas en ese trayecto. El parcelario de esta acequia puede consultarse, al igual que el de Molina, en la web del Juzgado Privativo de Aguas de Orihuela. La boquera actual de Alquibla se construyó en el año 1888, tal y como reza la placa que puede verse en un lateral de su caseta.
Molina tiene una longitud de 8,71 km y riega 899 hectáreas, yendo a desaguar en Hurchillo. Como ya se ha comentado, la historia de la acequia de Molina ha sido documentada por Rufino Gea en su libro publicado en 1903, que puede obtenerse a través de la Biblioteca Valenciana Virtual. Esta publicación incluye interesantes referencias al azud de Las Norias y ofrece datos muy interesantes sobre la geografía de este acueducto y sus repartos de aguas que, curiosamente, no se habían ajustado a los estatutos de Mingot. El autor da a entender que entre finales del siglo XIX y principios del siglo XX la boquera de la acequia de Molina estaba situada en un lugar distinto al actual. En efecto, la toma se localizaba en la zona del actual parque de Las Norias, frente a la antigua casa de Antonio Murcia, bajando hacia La Veleta, para seguir el curso de este camino, que por la derecha esconde el cauce embovedado de la acequia.
Alquerías y rafales medievales en Las Norias
Estudiosos de los orígenes de la huerta de Orihuela han intentado situar en un mapa contemporáneo nombres de origen árabe que aparecen en los Libros de Repartimientos de Murcia y Orihuela. Ambos son registros más o menos pormenorizados y cronológicos de a quiénes (en dónde y cuánto) se otorgaban tierras tras la conquista del Reino de Murcia. Por lo general, esas tierras siguieron siendo trabajadas, en gran medida, por la población autóctona (mudéjares) que allí vivía, y no había escapado, cuando llegaron los cristianos, aunque lo dueños pasaron a ser castellanos, aragoneses y otros peninsulares venidos, en principio, a repoblar. El reparto se hizo siguiendo una jerarquía concreta y mediante un sistema que se denominó por cuadrillas (‘quadrellas’) (parcelaciones), integradas por zonas (alquerías) vecinas. Pero lo que nos interesa ahora es identificar y localizar geográficamente algunos nombres de interés.
¿Cuáles serían esos nombres? Está claro que aquellos que se relacionen con Las Norias de hoy y, también, con los pueblos limítrofes, como, por ejemplo, Beniel. La toponimia nos indica que Beniel es un nombre árabe, que evolucionó desde Beniahie y Benifiel, y como tales –más algunas otras variantes- aparece en múltiples ocasiones en la Edad Media. No pasa lo mismo con Las Norias, pero, afortunadamente, los textos que mencionan Beniel también citan lugares que tenían frontera con este pueblo hacia el lado oriolano. Beniaçan, Molina y Moquita son las alquerías y/o rafales existentes en la época de la reconquista que nos interesan y que se sitúan, en general, en lo que hoy son Las Norias/Desamparados. Ferrer i Mallol, especialista en Historia Medieval, recoge estos y otros nombres entre aquellos que aparecen en el Libro de Repartimiento de Orihuela -en la época que va desde Alfonso X el Sabio de Castilla a Jaime II de Aragón- de la siguiente manera:
-Alquibla: acequia (1328 -quizás quiere decir 1308: ver más abajo).
-Arrafales: rafal de Arrafales, situado junto al río, limitaba con Molina (Libro de Repartimiento de Orihuela –LRO-, años 1268-72).
-Beniahie: limitaba con Arrafales y Molina (LRO, año 1268). (Es el actual Beniel).

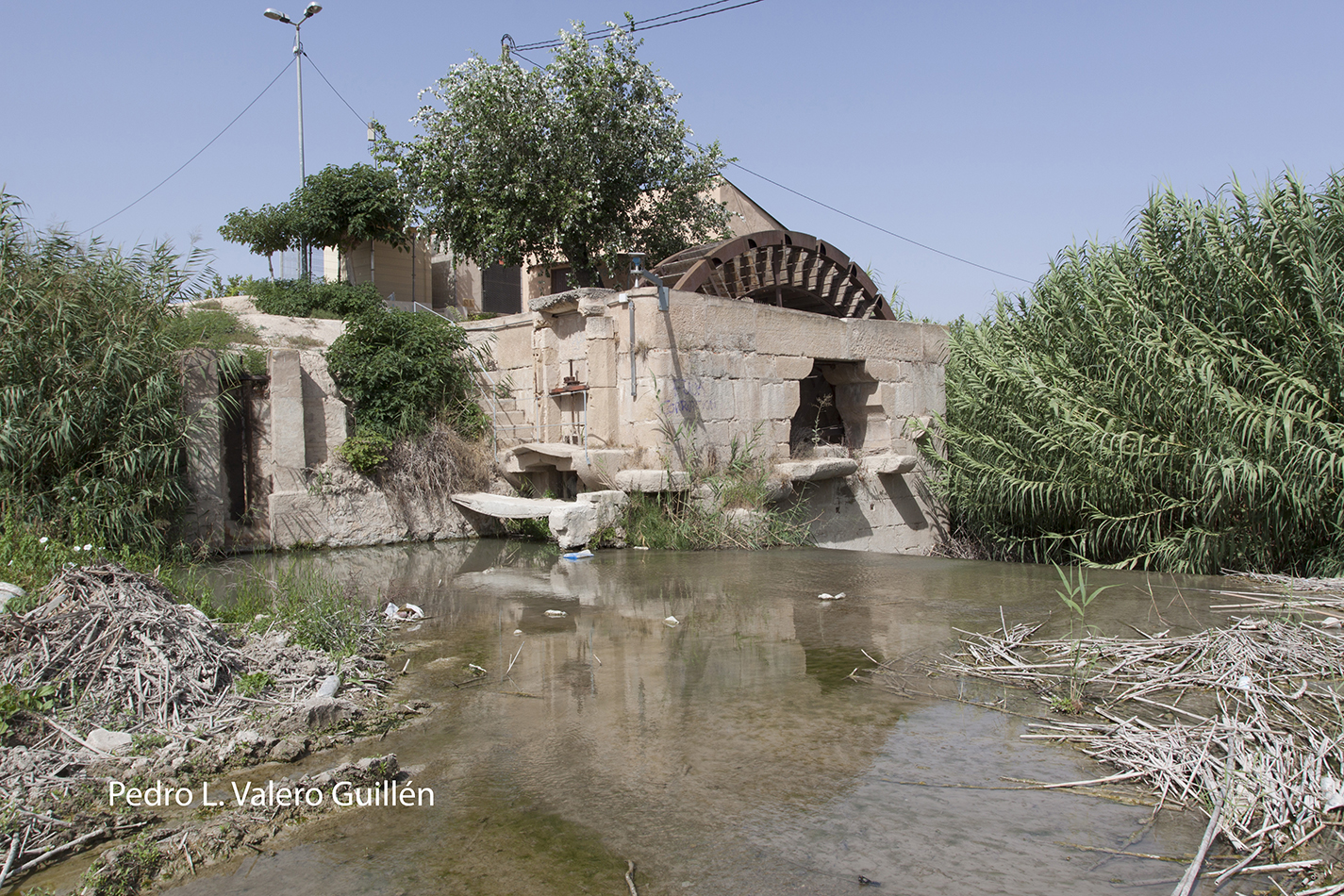
Noria de Pando, julio de 2016.

-Beniaçan (Beniahacen, Beniazin, Beniazan): se encontraba en el límite con Murcia (LRO, años 1268-1272; año 1324).
-Moquita: alquería y azarbe (LRO 1272); saladares (siglo XIV). También figura como Benamoquetib, Benimoquetib y Benimoquita.
-Molina: rafal de Molina (LRO, 1268-1272; 1324), plana de Molina (siglo XIV).

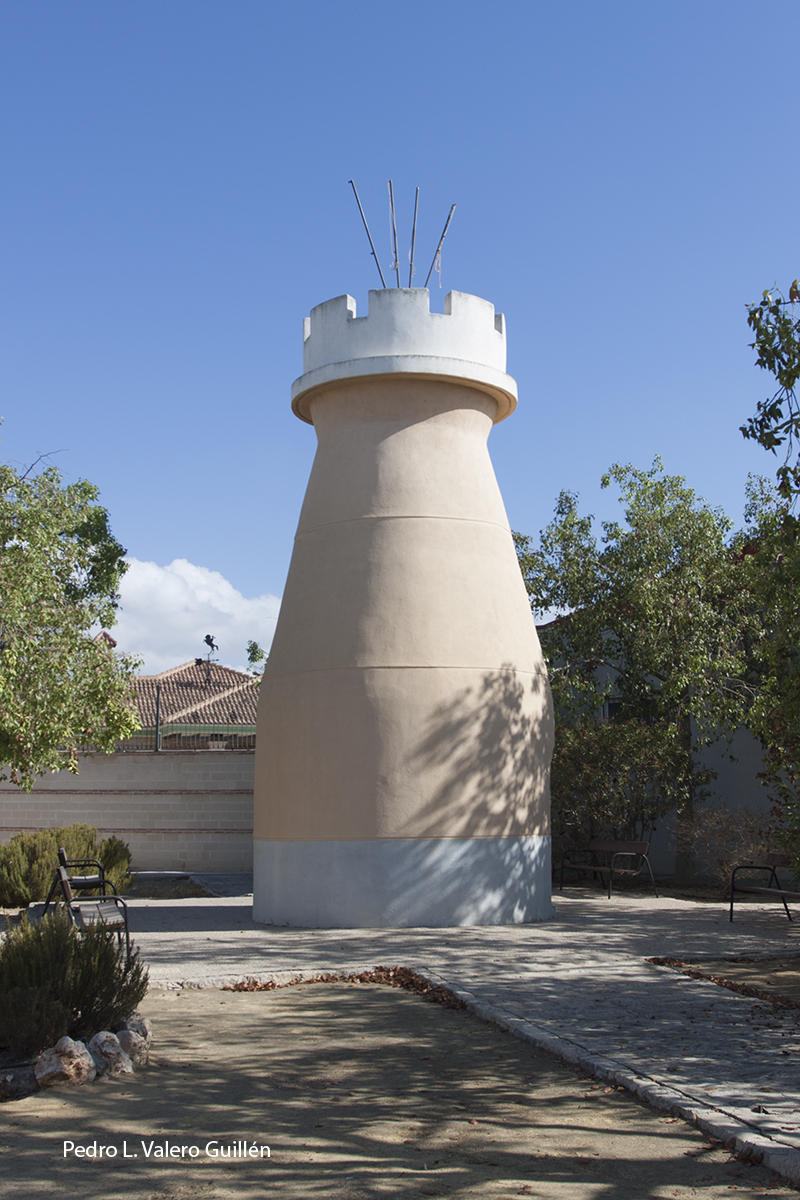
Monolito de El Mojón.
Construcción reciente que recuerda el primer amojonamiento realizado a comienzos del, en El Mojón (Beniel), para señalar la frontera entre Castilla y Aragón.

En un trabajo sobre pastos y ganadería en la antigua gobernación de Orihuela, Ferrer i Mallol indica que en la plana de Molina, que limita con Murcia, se reservan 500 tahúllas para dehesa del concejo de Orihuela, y que en ella se incluyen los saladares de Moquita y de Beniximi. Más adelante, la historiadora señala: ‘en tiempos de Sancho IV (rey de Castilla entre 1284 y 1295) consta que en las alquerías de Benamoquitib y Benihuazil se hizo una cañada, desde el río hasta el marjal, para permitir el paso del ganado’. Además, en la misma publicación se habla del cobro del ‘peaje de puentes’ que gravaba el paso del ganado al atravesar el puente de la villa de Orihuela, en su camino hacia Molina, Rabat (quizás el actual Rebate) y el Campo de Cartagena.

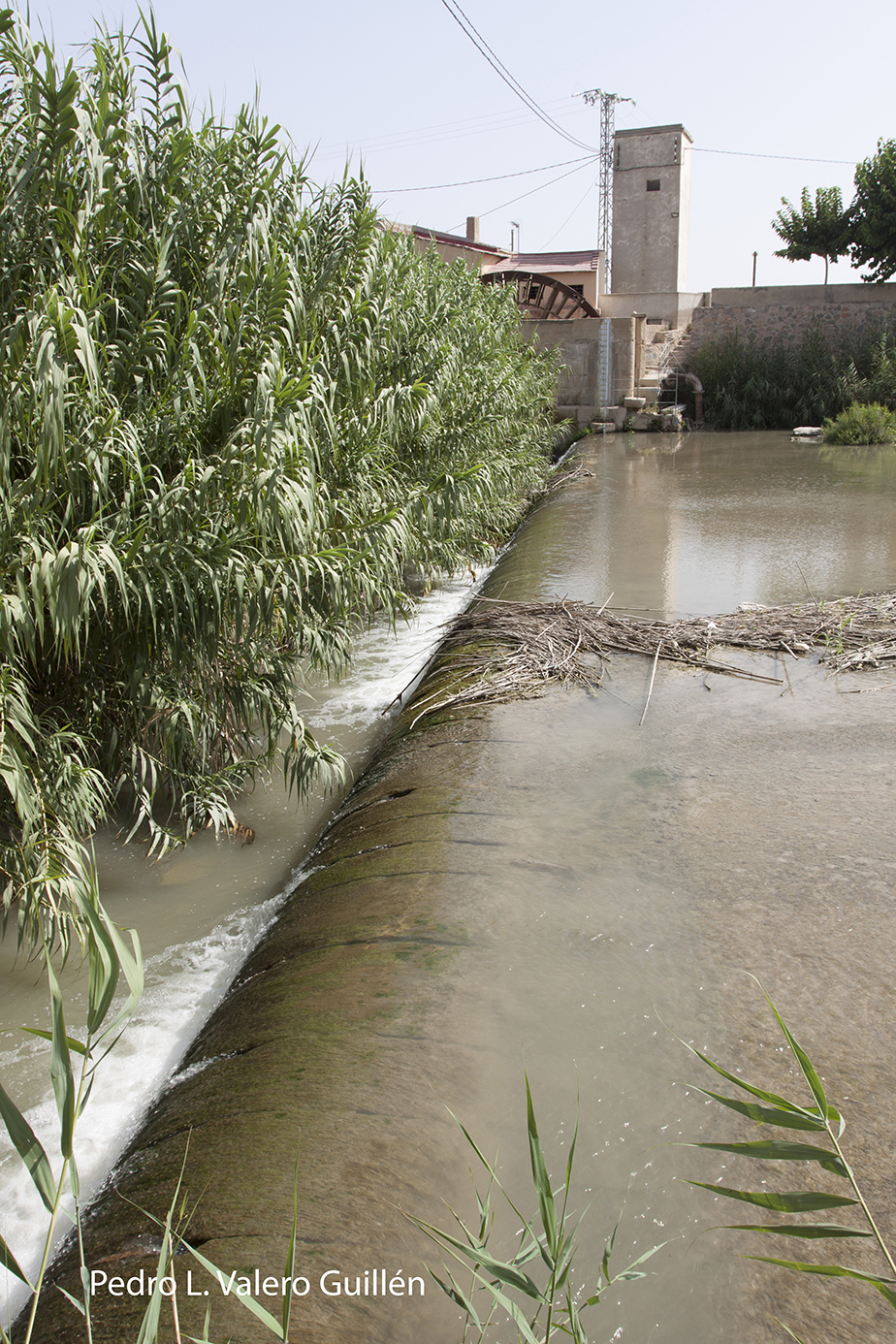
Azud de Las Norias, julio de 2016.

En otra publicación de la misma historiadora se afirma que Molina es tierra seca y difícil de regar, con una extensión de 1600 tahúllas, sin contar la zona reservada a dehesa, antes referida, y el marjal, constituido por zonas pantanosas. Siguiendo con las citas que nos convienen, Ferrer i Mallol puntualiza que en 1308 Jaime II concede a Pere López de Rufes -lugarteniente del procurador general del Reino de Valencia en Xixona- 500 tahúllas, situadas entre los rafales de Molina y Benimoquita. Molina aparece nombrada en varias ocasiones más, por repartirse tierras con una extensión de entre 10 y 50 tahúllas a diversos vecinos, entre los que se encuentran, entre otros, Pere Liminyana, que fue notario público de la ciudad y autor de la redacción del documento de juramento de fidelidad que los oriolanos hacen a Jaime II en 1296, un acto celebrado en la entonces iglesia, hoy catedral, de El Salvador. En el mismo texto de Ferrer i Mallol también encontramos que en septiembre de 1308 se otorgan tierras a la cuadrilla de la acequia de Alquibla, pero un dato de singular importancia es que dicha historiadora localiza Molina en la ribera del río Segura, limitando con Beniel. Por lo tanto, Molina formaría, al menos en parte, Las Norias de hoy, junto con Moquita y Benyaçan. No es de descartar que algunas de estas zonas pudiesen prolongarse hacia Desamparados, pero no más allá de Arneva o de Hurchillo, que como alquerías de Arneba y Orchello, respectivamente, son mencionadas en el Libro de Repartimiento de Orihuela.
Benyaçan: una alquería medieval junto al río en Las Norias
Podríamos preguntarnos si los musulmanes citaron en sus escritos algún lugar que pudiera asociarse a Las Norias de hoy. Un nombre del siglo XIII aparece marcado sobre Las Norias, junto al río y las boqueras de las acequias Alquibla y Molina: es el de Benyaçan, sinónimo de Beniaçan, Beniazán y Beniaçam. Es un topónimo estudiado minuciosamente como Beniaçam por el prestigioso filólogo Robert Pocklington. Dice este autor que Beniaçam se relaciona con la alquería Banu Isam, propiedad, en 1239, poco antes de la conquista cristiana, de Ibn Isam, rais (jefe de Estado) de Orihuela hasta 1265.
La alquería de Banu Isam es citada por dos insignes escritores de entonces: Abu l-Hasan al-Qartayami (‘El Cartagenero’) (1211-1284), concretamente en su Qasida Maqsura (verso 461), y Safwan b. Idris (1165-1202). Este último descansa, tras un viaje de ida y vuelta Murcia-Valencia, junto al río Segura, en la mencionada alquería: ‘Cuando llegó el crepúsculo hicieron un alto en la alquería Banu Isam, donde descansaron hasta media noche en una orilla de un río como la plata’. Safwan b. Idris situó esta alquería a unas 3-4 horas a caballo de Murcia, en dirección sureste. El geógrafo almeriense al-Udri (siglo XI) podría referirse al mismo lugar, y, en concreto, a Las Norias, cuando habla de la existencia de un paraje con norias en el río Segura, si damos crédito a la interpretación que del siguiente texto realiza el Dr. Carmona de la Universidad de Murcia: ‘A orillas del río de Tudmir (Segura) están las norias que riegan sus huertos’. Dice el profesor Carmona: ‘La estructura de la frase, en la que aparece la palabra “norias” está determinada: al-nawar’ir, no nos permite traducir algo así como “a orillas del río hay norias…”¿Se trata en realidad de un topónimo, es decir, de un paraje conocido como Las Norias?’. En su obra, al-Udri está describiendo lugares de Murcia y Orihuela por lo que podríamos preguntarnos si Las Norias existían ya en el siglo XI.
Banu Isam también conformaría la raíz del nombre actual de El Raal, de acuerdo con lo recogido en un libro sobre la historia de este pueblo. Los autores indican, siguiendo también a Pocklington, que El Raal derivaría de Raffal Abeynaçam, alquería de Ibn Isam; después se transformaría, sucesivamente, en Rahl, Rafal, Rahal y Raal. En nuestro beneficio hemos de indicar que Benyaçan y Rafal son dos alquerías distintas para Ferrer i Mallol, tal y como recoge también Ángeles Navarro, y que Benyaçan se sitúa a la derecha del curso del Segura, no a la izquierda, donde se encuentran tanto el Raal viejo (El Secano y Rincón de los Cobos) como el nuevo (El Raal). Por otro lado, los propietarios de Moquita y Benyaçan aparecen diferenciados de los de El Raal y Beniel en un documento del Archivo Municipal de Murcia, citado por Ángeles Navarro. Además, el propio Pocklington indica que ‘el nombre bajo el cual el pueblo de Raal figura en el Libro de Repartimiento: Rafal Abenayçam, del árabe Rahal Ibn Isam “Cortijo de Ibn Isam”, demuestra que antes de la Reconquista también pertenecería a un miembro de esta familia’ (Banu Isam).
Pocklington encuentra varias reseñas del nombre de Beniaçam (Benyaçan) en el Libro de Repartimiento de Murcia, aunque no hallaremos en su índice ni Beniaçam ni sus sinónimos, al ser una alquería de Orihuela. Tales citas son muy puntuales y hacen referencia a un par de donaciones y cambios en repartos anteriores, en los que se ven implicados Gombait de Cançer, Domingo Tomé y Catalina Calders. Esta última es doncella de la reina Violante (esposa de Alfonso X de Castilla e hija de Jaime I de Aragón) –según se dice en mismo Libro de Repartimiento- y recibe en Beniaçam un total de 20 tahúllas de tierra. Se entiende que los otros dos habrían obtenido tierras en anteriores repartos (el que comentamos es el cuarto). No obstante, sí disponemos del nombre de los herederos (propietarios) de Benyaçan y Moquita a comienzos del siglo XIV: el hecho de que se recojan juntos los propietarios de ambas alquerías justifica la afirmación de Pocklington de que Beniaçam ‘debía estar situada en el lado sur del río, por lo que cabría situarla en el paraje de Las Norias, o hacia Los Desamparados’, que, a la postre, significaría lo mismo.
En la misma publicación, Pocklington habla del azud de Beniaçamed. Al analizar la etimología de este nombre, afirma que deriva de Bani Samad o Samid, lo que nos conduce al nombre de, posiblemente, otra alquería oriolana: Beneyçamet. Sin embargo, Pocklington sugiere que Beniaçamed es el azud situado en el río Segura en la alquería de Beniaçam. La referencia de este nombre la halla el filólogo en un documento de 1416, que recoge el acuerdo entre los concejos de Murcia y Orihuela sobre la trayectoria del azarbe de Monteagudo, que vendría a desaguar en el río Segura por Beniaçamed. ¿No será este nombre una modificación de Beniaçam producida a lo largo del tiempo como sucede con casi todos los topónimos?
Moquita: el nombre que perdura en una noria de origen medieval
No hay referencias posteriores a los nombres de Molina y Benyaçan, siendo únicamente Moquita el que ha llegado hasta nuestros días para nombrar la noria que hoy se sitúa en la margen derecha del cauce del río Segura. Sin embargo, en textos de los siglos XVI y XVII, Moquita aún se nombra también como partida de Moquita. Así, por ejemplo, en 1597, se enjuicia a un tal Melchor García por abrir un portillo en el río que provoca una gran inundación, no solo en sus tierras, sino también en toda la partida de Moquita, lugar localizado a la derecha del río Segura, al entrar éste en la huerta de Orihuela, de acuerdo con Ojeda Nieto. Otras referencias a la partida de Moquita en el siglo XVII mencionan intentos de encauzamiento del Segura en la zona: en una de ellas se afirma que Martín Riera está dispuesto a correr con los gastos a cambio de que se le cedan las tierras que queden libres; en 1622 se dice que la variación del cauce del río se realizará en el camino hacia Murcia, cerca del lugar donde están las norias; finalmente, cuando ya parece que sí se efectúan las obras (1663), se indica que éstas son en el camino de Beniafel (Beniel), cerca de las tierras de Esteban Cobos y de la acequia de Moquita.
El nombre de Moquita es de origen árabe, proviene de Benimoquita (sinónimo de Benamoquitib, Benimoquetib e incluso al-Benimoquetib) y significaría ‘alquería del pariente del apaleado’. Así que noria de Moquita sería algo así como 'noria del apaleado'. Obsérvese que si a Benimoquita le quitamos Beni nos queda Moquita, y por Beni empiezan muchos nombres de pueblos actuales, como el de Beniel. Beni se traduce del árabe como hijo de/descendiente de/pariente de... Independientemente de que el nombre parezca poco evocador, lo más interesante de todo esto es que tiene una raíz árabe; estaríamos, pues, en la buena dirección para atribuirle un origen islámico a la noria de Moquita.
Rufino Gea en su publicación de 1903 dice acerca de la acequia de Molina: ‘Por entonces (siglos XIII-XIV) solo regaba 1,500 tahúllas’, y añade: ‘Estas tahúllas y las 600 que regaban las norias y la acequia vieja de Moquita…’ Obsérvese que este autor habla en este párrafo de norias, cuya referencia también encontramos en el registro de repartos de tierras que se hicieron en Murcia en la época de Alfonso X el Sabio, entre 1268 y 1272, en donde se afirma, de acuerdo con Roca de Togores: ‘La (cuadrilla) de los Arrafales o ribera del río, que partía con Molina, Beniahie, y la carrera de Murcia, que toda la cuadrilla tiene riego con annora’. Beniahie es Beniel y Molina está pegada a Moquita, lo que nos lleva a concluir que tal annora es la noria de Moquita, como también apunta Gea Calatayud. Bien, pero ¿dónde está Pando en todo esto? Porque Pando o noria de los Cobos no aparece por ningún lado (al menos en apariencia). Hay un hecho que sugiere su existencia: En 1320 Jaime II, rey de Aragón, da permiso a los regantes de Orihuela para construir un azud y una acequia en la zona fronteriza con Murcia y, según evidencias recogidas por Ferrer i Mallol, citadas también por Ángeles Navarro, con la obra se destruyen dos norias, propiedad de las ‘alquerías de Beniaffel, Rafal, Alfandarín, Bonanza, Moquita y Beniazán’, lo que sugiere, por la ubicación de las citadas alquerías (por ejemplo, Beniaffiel es Beniel y Rafal es El Raal, suponemos que el Raal Viejo, hoy Rincón de los Cobos), que esas dos norias se situaban a ambos lados del río.
El nombre de noria de los Cobos (por Pando), podría deberse a que Cobos fuese el apellido de alguno de los propietarios cuyas tierras se regaran con esta noria (nótese que antes citábamos a Esteban de los Cobos como dueño en una zona próxima a la acequia de Moquita). De igual manera, Pando es, quizás, nombrada por el apellido de uno de sus antiguos propietarios.
Orihuela llama Norias Gemelas a Moquita y Pando, al ser idénticas, al menos cuando se colocaron en su emplazamiento actual en el siglo XIX; pero ¿las Gemelas fueron siempre gemelas? Solo podemos responder con un quizás. Por aquel entonces, las norias eran muy comunes en los ríos y las acequias en todos los territorios musulmanes de la península ibérica, así como las aceñas, y su empleo en agricultura no fue ajeno a los cristianos, hasta el punto de que, desde el principio de la toma del reino de Murcia, Alfonso X el Sabio ordena mantener las infraestructuras y usos de las redes hidráulicas, liberando de diversos impuestos a aquellos que construyesen nuevas norias para un mejor aprovechamiento del agua. Sin embargo, su ubicuidad parece restar importancia específica a estos artefactos, de ahí que sea muy complicado rastrearlos históricamente.
Para hacernos una idea de cómo eran las norias islámicas, hay que ir al diseño original de las mismas en esa época. Un ejemplo bastante fiel correspondería al de la reconstruida noria de madera de Albarracín (Teruel) expuesta en un museo de la ciudad. Esta noria es de pequeñas dimensiones (2,5 metros de diámetro y 0,56 metros de anchura) y resulta ‘sorprendentemente similar’, dice González Tascón, a la que aparece en un códice árabe guardado en la Biblioteca Apostólica Vaticana, conocido como ‘Historia de Bayad y Riyad’, presumiblemente escrito en la Sevilla de al-Ándalus entre los siglo XII-XIII, consistente en un relato gráfico del amor entre dos jóvenes musulmanes.
Modelos parecidos se recogen en las norias representadas en los sellos concejiles de Córdoba y Murcia, según recoge Caro Baroja, interesándonos, especialmente, esta última. La noria de la ciudad de Murcia, desaparecida en la actualidad, existía en el siglo XIII, mencionándose, dice Julio Caro Baroja, ‘en una carta de justiprecio y venta de la huerta, viña y añora que estaba junto al antiguo alcázar de Murcia y data de 1286’. Esta noria es la que aparece en el sello del Concejo de Murcia del siglo XIV, interpreta Caro Baroja. Vista de frente, la noria tiene una estructura radial, más una corona y dos cuadrados, que dibujan en ella una estrella de ocho puntas. ¿Seguirían esta estructura las antiguas norias de Moquita y Pando? La proximidad de Murcia y Orihuela, así como la fecha 1286 invitan a hacerse la pregunta…, y responder que es probable.
Las norias de tradición islámica se fabricaban en madera, a veces con cangilones de barro, eran de diseño un tanto más sofisticado que las actuales, se movían con cierta dificultad y chirriaban espantosamente, de ahí que la palabra noria viene del árabe ‘naura’, que significa chirrido o gemido, algo que, sin embargo, resultó evocador para muchos poetas islámicos de entonces.
Las Norias: territorio frontera
El curso de la historia siempre es convulso, más aún en zonas fronterizas, y, como sabemos, Castilla y Aragón no dudaron en enfrentarse por los límites de sus reinos, a pesar de diversos acuerdos y tratados firmados entre ambas partes. Por ejemplo, si se hubiese respetado hasta nuestros días el tratado de Tudillén (siglo XII) hablaríamos también valenciano o catalán hasta el límite con Almería; con el de Almizra (siglo XIII) seríamos castellanos hasta más allá del municipio de Alicante. Pero Castilla y Aragón acabaron disputándose a sangre y fuego el antiguo Reino de Murcia hasta llegar a desgajarlo.
Orihuela y Murcia, sin embargo, siempre estuvieron, en general, a favor de relaciones amistosas, por razones obvias, no solo de vecindad e intercambio comercial, sino también por el hecho de que integrantes de una misma familia vivían a un lado u otro de lo que se conocía como ‘la raya’, señalada en 1305, colocándose un primer amojonamiento en la pedanía de El Mojón, en Beniel, por lo que a nuestra área geográfica se refiere. Los límites reales entre Aragón y Castilla, sin embargo, no estuvieron muy claros durante más de un siglo, fruto, quizás, según interpreta Arnaldos Martínez, de las prisas de la delegación aragonesa por acabar pronto la reunión celebrada en Torrellas (Zaragoza) en 1304, en la que actúa de mediador el rey don Dionís de Portugal, interviniendo el obispo de Zaragoza Don Jimeno de Luna y el infante Don Juan (tío del rey niño Fernando IV) como representantes de Aragón y Castilla, respectivamente.
La ruptura de la unidad geográfica y cultural del antiguo reino de Murcia es calificada como un despropósito por varios especialistas y ha sido criticada por historiadores posteriores. Sin embargo, las versiones del acuerdo son distintas si se comparan las opiniones castellanas y las catalano-aragonesas, aunque, en el fondo, como dice Cabezuelo Pliego, haya un consenso casi general de que ‘la modificación territorial producida tras la paz de Torrellas generó una desubicación mental sobre unos dominios que aunque políticamente quedaban adscritos a la Corona de Aragón, culturalmente se entendían como castellanos.
Sea como fuere, el inicio del siglo XIV marca la división territorial definitiva del Reino de Murcia, pero es a mediados del siglo XV cuando se estabiliza la frontera entre Castilla y Aragón, simbólicamente representada hoy en Los Pinochos del Reino, monolitos que pertenecen tanto a Las Norias como a Beniel. Los acontecimientos sucedidos en nuestro entorno geográfico están tratados extensamente y en su descripción asistimos a una voluntad de señalar fidedignamente la frontera, al objeto de solucionar problemas de enfrentamiento entre gentes de un lado y otro, siendo Beniel sede de varias reuniones entre delegaciones de Orihuela y de Murcia.
Así pues, la partición del antiguo Reino de Murcia fue histórica y geográficamente antinatural y, quizás por ello, dejó insatisfechos a los reyes que sucedieron a Alfonso X y a Jaime I, porque estuvieron enfrentados varios siglos después, produciéndose en la frontera pillajes, robos, asesinatos, tala de árboles, quema de cosechas, destrucción de sistemas de regadío, raptos y todos los etcéteras que se quieran añadir. Los valles fluviales de los ríos Segura y Vinalopó, así como los caminos que comunicaban Castilla con Aragón, fueron propicios para numerosas incursiones.
El pueblo de Las Norias tiene su pequeña o gran historia esencialmente por su condición de zona frontera, el ser camino hacia Orihuela y el hecho de estar bordeada por un río, tener un azud y dos boqueras. Cosas que en épocas remotas favorecía la invasión de gentes foráneas. Para ilustrar la situación en el siglo XIV cabe citar, textualmente, un párrafo de un artículo de Parra Villaescusa: ‘En la huerta y campo de Orihuela, el asalto de moros, almogávares y castellanos afectaba de lleno a la conservación y uso del sistema hidráulico y a las áreas de cultivo y residencia del mundo rural… A esto se unía la posibilidad de sufrir el rapto y la muerte…, en un espacio de constante hostilidad’.
El enfrentamiento más cruento fue, quizás, la llamada ‘guerra de los dos Pedros’ (por Pedro I de Castilla y Pedro IV de Aragón), representada en la imagen del cartulario de Orihuela unos 150 años después. El conflicto se desarrolló entre 1356 y 1369, teniendo varios intervalos de paz, acabando con mucho desastre y en tablas, aunque el final solo pudo contarlo el rey de Aragón, puesto que Pedro I fue asesinado por su sucesor en Castilla, Enrique II de Trastámara, dinastía que al principio confabulaba con Pedro IV y acabaría implantándose también en Aragón.
Uno de los objetivos principales del rey castellano fue anexionar Orihuela, cosa que casi consigue, puesto que la ocupó durante cierto tiempo, por lo que hizo varias campañas por estos pagos. En una de ellas envió a Enrique Enríquez, ‘Justicia de la Casa Real y Adelantado de la Frontera’. Cuentan las crónicas que este caballero vino, acompañado de 400 jinetes y otros tantos soldados de a pie, a pasar la noche del 24 de mayo de 1360 a la torre de Molina (parece entenderse que tal torre estaba en la alquería/rafal del mismo nombre), con la intención de atacar Orihuela. La resistencia oriolana, integrada, entre otros, por Bartolomé Togores y Jaime Limiñana, se hizo fuerte en uno de los azudes del río, camino de la ciudad, frustrando las intenciones de Enrique Enríquez. No obstante, los castellanos quemaron, talaron y destrozaron todo lo que pudieron durante los cinco días que tardaron en ser expulsados del territorio. Las destrucciones y quemas incluyeron la propia torre de Molina y también la existente en Moquita. La guerra acabaría nueve años más tarde de los hechos relatados, por lo que los oriolanos, temiendo nuevas incursiones castellanas, se dispusieron a defender la frontera de Las Norias construyendo torres nuevas en las boqueras de Molina y de Alquibla, a las que sumaron dos ballestas, una de torno y otra de trueno, compradas a un tal Pedro Daza, con el propósito de proteger los azudes del río próximos a ambas acequias. Estas torres de vigilancia estaban provistas de vigías estables (denominados escoltas y ‘talaies’) y también de otros que se movían entre ellas (‘atalladors’). Las medidas se complementaron con la reparación y control de los pasos en las acequias de Alquibla y Molina, así como con otras adicionales encaminadas a limitar el movimiento de las personas; en concreto, se prohibió ir más allá de los límites de la acequia Alquibla, en todo su recorrido, y se acordó pagar el rescate de aquellos vigías que fuesen secuestrados. Sin embargo, la situación siguió especialmente dura para la huerta de Orihuela, puesto que en torno a 1364 Pedro I de Castilla dio la orden de provocar el mayor daño posible en la zona, mandando ‘talar y hacer la guerra más cruel que se pudiera’. La paz cinco años más tarde suavizó las cosas, aunque no hasta el punto de eliminar totalmente las incursiones fronterizas, que siguieron produciéndose hasta bien entrado el siglo XV.
El azud y las norias actuales se construyeron en el siglo XIX
El azud y toda la obra de sillería del mismo, así como las que cobijan a las norias de Moquita y Pando, son del siglo XIX, cuando por primera vez se fabricaron en hierro y acero. Sabemos, además, que se han reconstruido en varias ocasiones, la última en 1989, al quedar destrozadas por las riadas de 1986 a 1989. Entre junio y julio de 2007 se acondicionaron por última vez, al final de las obras de modificación del cauce del río y prevención de avenidas, en las que también se construyó, en un antiguo meandro, el soto de Las Norias.
Podríamos decir que el azud y las norias actuales tienen una historia llena de conflictos, tal y como se refleja en diversos pasajes del libro de J. Rufino Gea, que puede resumirse de la siguiente manera:
Hacia 1769, el estado del antiguo azud de Las Norias –localizado cien metros aguas abajo del actual- se califica como deplorable, pero no es hasta 1803, que los heredamientos (asociaciones de regantes) de las norias de Moquita y de Pando, así como los de las acequias Alquibla y Molina, junto a diversos agricultores de la Vega Baja, acuerdan su reconstrucción. Las obras comienzan en 1804, pero las riadas de 1805 las arruinan completamente. En 1817 se retoma el proyecto; sin embargo, la negativa de los agricultores a pagar las derramas impuestas y las nuevas avenidas del río dan al traste con la idea de restaurar el azud.
Vuelta a empezar en 1824. En esta ocasión se propone, por D. Ascencio García, apoderado del marqués de Algorfa, construir el azud en donde se encuentra ahora: por lo visto era el antiguo emplazamiento del azud de las acequias de Alquibla y Molina. Este lugar es considerando más idóneo y resistente a los peligros casi continuos de las crecidas del río. La fuerte oposición de parte de los regantes y de municipios como Callosa, Almoradí y Dolores hace desistir a los técnicos, por lo que se retoma la rehabilitación de la antigua presa. Pero el río tampoco perdona esta vez, por lo que en 1825 se acepta la construcción del azud en la localización que hoy conocemos.
Intentando garantizar el éxito de las obras, se construye, próxima a la acequia de Molina, una presa de madera (o ataguía) provisional, canalizándose adecuadamente el agua río abajo. Se trata así de evitar la inundación de las obras. Sin embargo, las riadas hacen de nuevo de las suyas y, además, el arquitecto de la obra (D. Francisco Bolarín) se niega a trabajar con el maestro de obras (D. Juan Eugenio Fas). A esto se suma el hecho de que los regantes de las zonas río abajo se quejan de la ataguía, acusando a esta estructura de la escasez de agua disponible para sus tierras; reclaman ante la justicia y se suspenden las obras cuando casi estaban terminadas. Una riada en marzo de 1830 rompe el azud a la altura de Pando, pero la ataguía sigue en pie. Don Juan Eugenio Fas –que quedó como único responsable de la obra- muere al poco tiempo. A estas vicisitudes se añade la indignación de los agricultores de la Vega Baja, que se quejan de falta de agua, siguiendo en su punto de mira la ataguía. De 1838 a 1842, y tras varios desacuerdos y fallos técnicos en el azud y en la solera de Moquita, las reclamaciones de algunos regantes llegan de nuevo a la justicia, que ordena la destrucción de la ataguía. El problema acaba politizándose, unos a favor de la presa provisional (por ejemplo, D. Andrés Rebagliato, que fuera primer juez del Juzgado Privativo de Aguas de Orihuela y senador por Alicante) y otros en contra. Una noche de 1844, un grupo de personas, armados con hachas, picos y carabinas, acaba destruyendo la ataguía. Se dice que la población, incluida la de Beniel, fue advertida de que no se asomase a sus puertas, ni antes ni durante la mencionada acción, que, a la postre, el juez no pudo asignar a nadie conocido. Dice al respecto J. Rufino Gea: ‘¿Quién la destruyó? Todavía no se sabe, pues aunque el juez de aguas D. Carlos Roca y Barrera se personó al día siguiente en la presa y requirió a los vecinos, e hizo muchas averiguaciones, nadie vio ni oyó nada, ni se enteró de nada, aunque a corta distancia del celoso juez se hallaba escondido entre unas cañas, con la carabina al brazo, uno de los caudillos de la destrucción’. Las acequias de Aquibla y Molina se quedaron sin agua al desaparecer la ataguía, por lo que puede entenderse la indignación de sus regantes.
El buen oficio de diversas personas, entre ellas el juez Roca, recondujo con el tiempo las cosas y formó en 1869 una comisión compuesta por nueve personas, entre ellas D. Andrés Rebagliato, ‘para la ejecución de las últimas obras y resolver los incidentes que ocurrieran’. De esta manera, los técnicos pudieron trabajar con el beneplácito de los agricultores, terminándose las obras en 1871. La prolongada obra del azud de Las Norias costó más de 500.000 pesetas de entonces, correspondiendo pagar al heredamiento de la acequia de Molina la cantidad de 164.000 pesetas.
El juez de aguas hizo entrega de las norias el 5 de septiembre de 1871 a los síndicos de los heredamientos de Moquita, Pando, Alquibla y Molina. Moquita y Pando se pusieron en funcionamiento en su enclave actual el domingo 10 de septiembre de 1871. Estas norias eran, por primera vez en su historia, de hierro fundido y forjado, con paletas de madera y se construyeron en la fundición Primitiva Valenciana, de acuerdo con el diseño de D. Wenceslao Novel de Bofill. El contrato firmado al respecto se recoge en la publicación de Pastor Parra; en él se reflejan todas las características técnicas de las norias, que se fabrican iguales (gemelas), con un radio de 4,31 metros, a un precio final de 7000 escudos (unas 19.000 pesetas de la época). La empresa las garantiza por un año y se hace cargo del transporte, colocación y comprobación del funcionamiento. Se indica que se ensamblarán una tras otra, dejando el orden a criterio del ingeniero, y que su montaje acabaría en junio de 1871, aunque, como hemos visto, se retrasó hasta septiembre.
Por un documento de Pastor Parra conocemos algunos detalles adicionales sobre la noria Moquita. Por ejemplo, el 3 de abril de 1804 se encarga la construcción de una noria nueva al maestro carpintero D. Antonio Saura (de Beniel), la cual se instala el 24 de junio del mismo año. También que sabe que se realizó una subasta para la adquisición de otra el 10 de abril de 1861, cuyo pliego de condiciones incluye todas las características de la noria, la última fabricada totalmente en madera, puesto que el 10 de octubre de 1869, los heredamientos de Moquita, Pando, Alquibla y Molina firman un convenio en el que, entre otras cosas, acuerdan la adquisición y construcción de nuevas norias, a pagar en partes iguales, para ser colocadas en las nuevas obras del azud. Son las que se instalan en 1871, ‘abuelas’ de las que hoy podemos contemplar.

## Monumentos

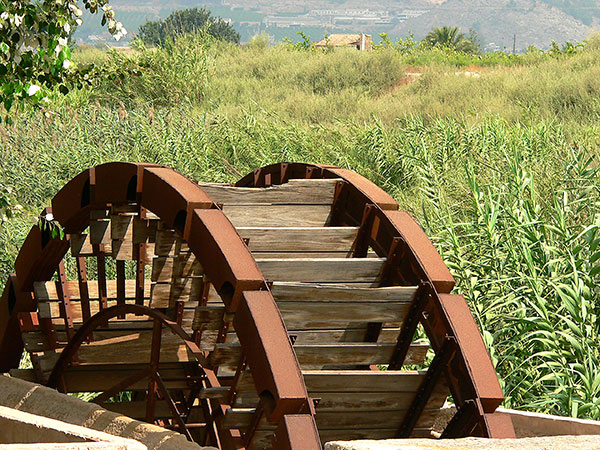
Una de las dos norias que dan nombre a esta pedanía.

Las Norias cuenta con las Norias Gemelas, llamadas Moquita y Pando, con antecedentes islámicos; son únicas en todo el río, así como el azud que las une. Estas estructuras datan del siglo XIX. En el límite con Beniel, pueblo de la Región de Murcia, se encuentran los Mojones del Reino. Las boqueras de las casi milenarias acequias principales de la Huerta de Orihuela, Alquibla y Molina, se encuentran en esta pedanía.

## Fiestas Populares
Antiguamente se celebraban unas fiestas llamada Fiesta de la Cruz que se dejó de celebrar hace unos 20 años. En mayo de 2009 se volvieron a celebrar gracias a un grupo de vecinos y a la colaboración del ayuntamiento de Orihuela y la Comisión de Fiestas de Desamparados.